# Die Frau von gestern und morgen
Die Frau von gestern und morgen, deutscher Verleihtitel Der Scheidungsanwalt, ist ein österreichisches Stummfilmmelodram aus dem Jahre 1928 von Heinz Paul mit Livio Pavanelli und Arlette Marchal in den Hauptrollen. Alfred Schirokauer verfasste die Romanvorlage und schrieb auch das Drehbuch.

## Handlung
Dr. Röhn betreibt mit einem Kollegen eine florierende Anwaltskanzlei, die sich auf Scheidungen spezialisiert hat. Da Röhn, beruflich bedingt, ausschließlich mit missglückten Ehen zu tun hat, hält er für sich selbst die Einrichtung Ehe als völlig ungeeignet und macht jedem klar, dass er selbst niemals heiraten werde. Auch die Verpflichtung einer neuen Bürokraft namens Hilde von Lobach, in die er sich wider Willen verliebt, bringt seine Grundeinstellung zu diesem Thema nicht ins Wanken. Dies kommt Hilde, Tochter eines angesehenen Obersten, durchaus zupass, denn sie sieht sich nicht als „Die Frau von gestern“, die wie einst alle Frauen für ihr Glück einen Trauschein benötigt, sondern vielmehr als „Die Frau von morgen“, die ihr Wohlbefinden durchaus in der freien, ungebundenen Liebe zu finden weiß. Ihr altmodischer Herr Papa ist ob solcher Worte entsetzt und bedrängt den Scheidungsanwalt, seine allzu blaustrümpfige Tochter vor den Altar zu schleppen.
Aus beruflichen Gründen beginnt Dr. Röhn bald umzudenken und willigt ein, Hilde doch zu heiraten. Da diese dank Röhns Vorinformation weiß, dass der plötzliche Gesinnungswandel ihres Liebsten nichts mit seiner überbordenden Liebe zu ihr zu tun hat, sondern geschäftlichen Erwägungen folgt, ist Hilde nun auch nicht länger abgeneigt und sagt einer Eheschließung während einer Urlaubsreise im sonnigen Lugano zu. Hier nämlich erhielt Röhn von Mr. Perrin das lukrative Angebot, die Leitung von dessen Berliner Bankfiliale zu übernehmen. Doch der in Konventionen fest verhaftete Amerikaner legt wert darauf, dass „alles seine Ordnung“ haben müsse, und dazu gehört gewiss nicht ein in wilder Ehe lebender Bankfilialleiter. Nach der Trauung ist es Hilde, die, von Panik erfasst, Röhn gleich wieder verlässt und sich, nachdem sie ihm ihre Beweggründe schriftlich hinterlassen hatte, aus dem Staub macht. Durch ihr Verhalten erkennt Dr. Röhn, dass ihm Hilde doch sehr viel mehr bedeutet, als er sich bislang eingestehen wollte. Röhn eilt ihr nach und im Beisein ihres Vaters beschließen die Jungvermählten es nun doch darauf ankommen zu lassen, und ihr gemeinsames Leben als Eheleute zu verbringen.

## Produktionsnotizen
Die Frau von gestern und morgen entstand im Frühling (19. April bis Ende Mai) 1928 im Schönbrunn-Filmatelier und wurde am 13. Juli 1928 im Rahmen einer Pressevorführung im Wiener Haydn-Kino uraufgeführt. Massenstart war am 25. Januar 1929. Der Achtakter besaß eine Länge von etwa 2900 Meter. 
Hans Ledersteger entwarf die Filmbauten. Für den Schauspielveteran Hermann Benke war dies der letzte Filmauftritt.

## Kritik
Ehe der Film in Österreich zum Jahresbeginn 1929 einem Massenpublikum vorgestellt wurde, lief er unter dem Titel Der Scheidungsanwalt recht erfolgreich in deutschen Kinos und fand bei der Kritik wohlwollende Aufnahme: Für das Berliner Film-Journal war dies ein „spannender Film mit zwei Bombenrollen für Livio Pavanelli und Arlette Marchal. Alles ist mit auserlesenem Geschmack und hoher Kennerschaft behandelt“, während man im Film-Kurier lesen konnte: Der Scheidungsanwalt sei „ein Film, für dessen spannende, romanhaft-fesselnde Handlung das Publikum sicherlich viel Interesse aufbringen wird.“ Die Lichtbild-Bühne wiederum verortete hier „eine überaus sympathische Aufnahme und das regste Interesse der Besucher.“
Die Österreichische Film-Zeitung befand: „Die Regie Heinz Pauls … ist sauber und reich an Einfällen. (…) Ebenso sind die schöne und plastische Photographie Hans Theyers und die geschmackvollen und originellen Bauten Hans Lederstegers zu erwähnen.“
Die Wiener Allgemeine Zeitung blies ins selbe Horn: „Es wurde wohl eines der fesselndsten Filmwerke, die die österreichische Filmindustrie jemals hervorgebracht hat, ein Film, der inhaltlich, regietechnisch und darstellerisch einwandfrei genannt werden muß.“